# Любарська Гута
Любарська Гу́та — село в Україні, у Звягельському районі Житомирської області. Населення становить 25 осіб.

## Історія
У 1906 році — село Рогачівської волості Новоград-Волинського повіту Волинської губернії. Відстань від повітового міста 34 версти, від волості 14. Дворів 38, мешканців 232.
У жовтні 1935 року із села Любарська Гута до Харківської області, на основі компроментуючих матеріалів НКВС, ешелоном було виселено 25 родин (151 особа), з них 24 — польських і одна українська. Серед виселених 34 особи чоловічої статі, 44 жіночої, 73 дитини. Натомість на місце вибулих радянською владою переселялися колгоспники-ударники з Київської і Чернігівської областей.
У 1923—54 роках — адміністративний центр Любарсько-Гутянської сільської ради Довбишського та Баранівського районів.

## Населення

### Мова
Розподіл населення за рідною мовою за даними перепису 2001 року:
| Мова       | Кількість | Відсоток |
| ---------- | --------- | -------- |
| українська | 25        | 100%     |

## Відомі люди
- Павловський Мечислав Антонович (1921—1989) — український майстер художнього скла, заслужений майстер народної творчості УРСР[6].